# Wei Yi
Wei Yi (Chinees: 韦奕) (Wuxi, 2 juni 1999) is een Chinees schaakgrootmeester. Op 1 maart 2013 won hij zijn laatste grootmeesternorm op de Reykjavik Open. Daarmee werd hij op de leeftijd van 13 jaar, 8 maanden en 23 dagen de jongste grootmeester van die tijd en de op drie na jongste in de geschiedenis.
Wei vertegenwoordigt de Jiangsu Taizhou-club in de China Chess League.

## Resultaten

### Eerste jaren
In 2007 nam hij als achtjarige deel aan het Chinese nationale schaakkampioenschap, en wel in de B-groep. Hij speelde remise tegen grootmeester Zhou Jianchao. In 2010 won hij het toernooi voor deelnemers jonger dan twaalf jaar op het Aziatische jeugdschaakkampioenschap, en liet een overwinning in dezelfde categorie volgen op het wereldjeugdschaakkampioenschap.

### 2012

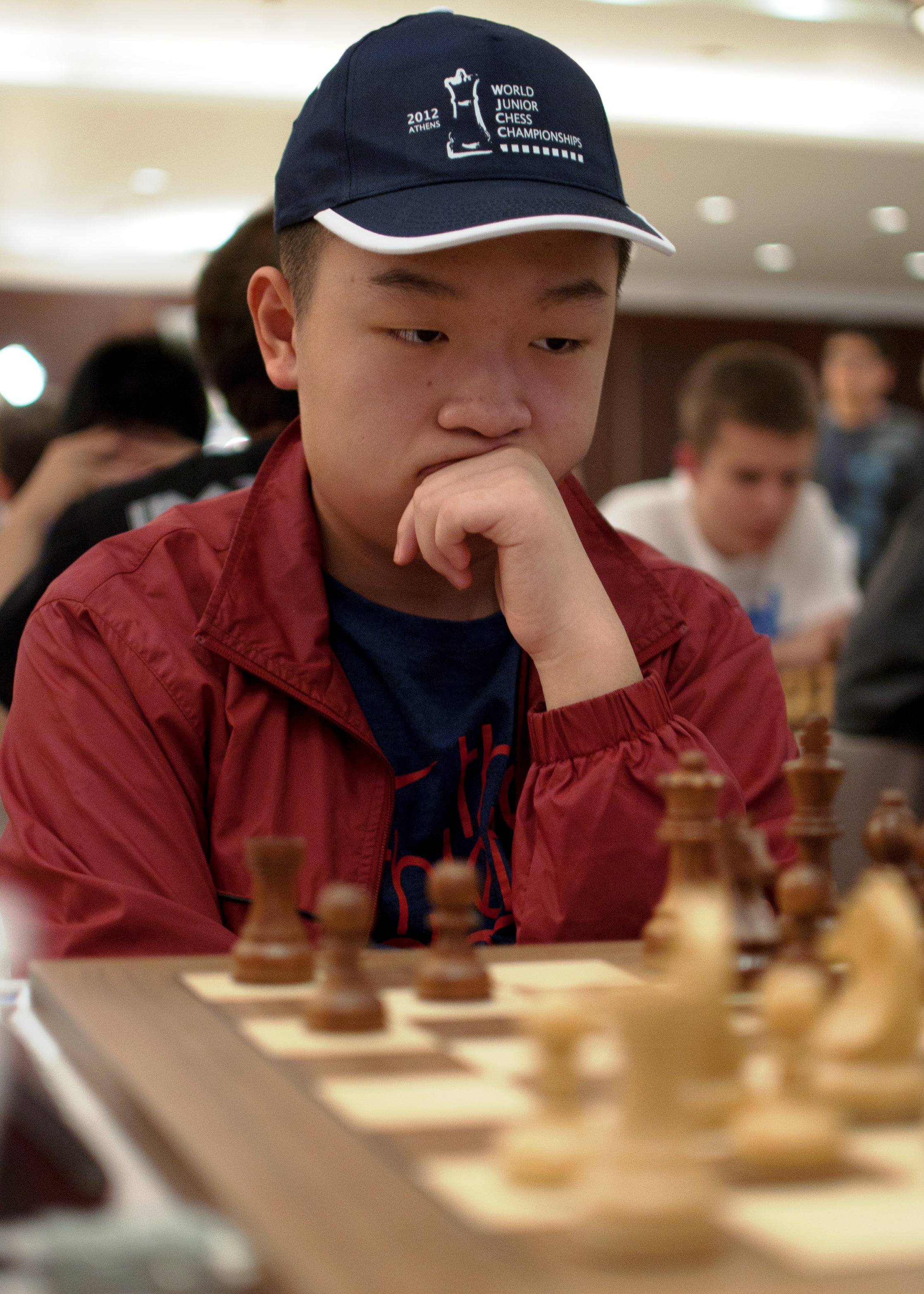
Wei Yi in 2012

In augustus haalde hij zijn eerste grootmeesternorm binnen op het wereldjeugdschaakkampioenschap in Athene. In dit toernooi behaalde hij een zege op Richárd Rapport en een remise met de uiteindelijke winnaar Alexander Ipatov. De deelnemers aan deze wedstrijd moesten op 1 januari van het jaar waarin de wedstrijd gehouden wordt, onder de 20 zijn. In 2012 was Wei nog maar 12. In oktober haalde hij zijn tweede grootmeesternorm op de Indonesian Open, met zeges op Michal Krasenkov en Sergey Fedorchuk.

### 2013
In februari stelde hij de laatste norm die hij nodig had veilig op de Reykjavik Open, en wel met een score van 7½/10. In dit toernooi versloeg hij Maxime Vachier-Lagrave en eindigde als zesde. In augustus maakte hij zijn debuut in het schaakwereldkampioenschap, dat jaar gehouden in Tromsø. Hij versloeg Ian Nepomniachtchi in de eerste ronde en Alexei Shirov in de tweede, maar hij werd door Shakhriyar Mamedyarov in de derde ronde uitgeschakeld. Op de FIDE-ratinglijst van november haalde Wei toen hij 14 jaar, vier maanden en 30 dagen oud was een rating van 2604, en werd zo de jongste speler in de geschiedenis die een rating van boven de 2600 haalde.

### 2014
In augustus speelde hij op het reservebord voor China in de Schaakolympiade in Tromsø. Hij haalde een score van 4 uit 5, en hielp zo het Chinese team om de gouden medaille te winnen. Op 19 oktober 2014 eindigde hij als tweede in het juniorwereldkampioenschap, achter Lu Shanglei.

### 2015
In januari won hij in de Challenger Group van het Tata Steel-toernooi met de hoge score van 10½ uit 13 (+8 -0 =5) en een Elo-performance van 2804, voorliggend op David Navara en zonder ook maar één nederlaag. Dit betekende dat hij in 2016 mocht meedoen in de Masters Group. In februari deed hij mee aan het Gibraltar Masterstoernooi en eindigde op de derde plaats. Dit zorgde voor een flinke stijging van de live rating (de rating die bijgehouden wordt tussen de lijsten van de FIDE in), die nu 2706 was, en hij steeg tot de 40ste plaats op de wereldranglijst. Hiermee werd hij de jongste grootmeester ooit die de 2700-ratinggrens passeerde. Dat record was tot dan toe in handen van Magnus Carlsen.
In mei werd hij verrassend Chinees kampioen, vóór de qua rating sterkste speler, Ding Liren, de kampioen van 2014. Hij liet ook Wang Hao, Lu Shanglei, Yu Yangyi en Zhao Jun achter zich. Dit deed hij met de score van 7,5 uit 11, hij versloeg o.a. Ding Liren.

### 2017
In 2015 en in 2017 won hij met China het Wereldkampioenschap schaken voor landenteams.

### 2024
In januari 2024 won hij het Tata Steel-toernooi in een 4-speler tiebreak tegen Anish Giri, Gukesh Dommaraju en Nodirbek Abdusattorov.

## Stand op de top-100 van de FIDE-lijst
| Ratinglijst    | Rating | Wedstrijden | Puntenverandering | Plaats op de wereldranglijst | Leeftijd            |
| -------------- | ------ | ----------- | ----------------- | ---------------------------- | ------------------- |
| December 2014  | 2668   | 15          | +19               | 80                           | 15 jaar, 6 maanden  |
| Januari 2015   | 2675   | 7           | +7                | 65                           | 15 jaar, 7 maanden  |
| Februari 2015  | 2695   | 13          | +20               | 49                           | 15 jaar, 8 maanden  |
| Maart 2015     | 2706   | 10          | 11                |                              | 15 jaar, 9 maanden  |
| April 2015     | 2703   | 8           | -3                | 45                           | 15 jaar, 10 maanden |
| Mei 2015       | 2718   | 13          | +15               | 36                           | 15 jaar, 11 maanden |
| Juni 2015      | 2721   | 11          | +3                | 30                           | 16 jaar             |
| Juli 2015      | 2724   | 3           | +3                |                              | 16 jaar, 1 maand    |
| Augustus 2015  | 2725   | 18          | +1                |                              | 16 jaar, 2 maanden  |
| September 2015 | 2734   | 5           | +9                |                              | 16 jaar, 3 maanden  |
| Oktober 2015   | 2734   | 0           | 0                 |                              | 16 jaar, 4 maanden  |
| November 2015  | 2737   | 10          | +3                | 23                           | 16 jaar, 5 maanden  |